# Indian Springs (Montana)
Indian Springs es un lugar designado por el censo ubicado en el condado de Lincoln en el estado estadounidense de Montana. En el Censo de 2010 tenía una población de 31 habitantes y una densidad poblacional de 2,65 personas por km².

## Geografía
Indian Springs se encuentra ubicado en las coordenadas 48°57′28″N 115°2′37″O / 48.95778, -115.04361. Según la Oficina del Censo de los Estados Unidos, Indian Springs tiene una superficie total de 11.68 km², de la cual 11.66 km² corresponden a tierra firme y (0.18%) 0.02 km² es agua.

## Demografía
Según el censo de 2010, había 31 personas residiendo en Indian Springs. La densidad de población era de 2,65 hab./km². De los 31 habitantes, Indian Springs estaba compuesto por el 96.77% blancos, el 0% eran afroamericanos, el 3.23% eran amerindios, el 0% eran asiáticos, el 0% eran isleños del Pacífico, el 0% eran de otras razas y el 0% pertenecían a dos o más razas. Del total de la población el 0% eran hispanos o latinos de cualquier raza.